# Zylinderpresse

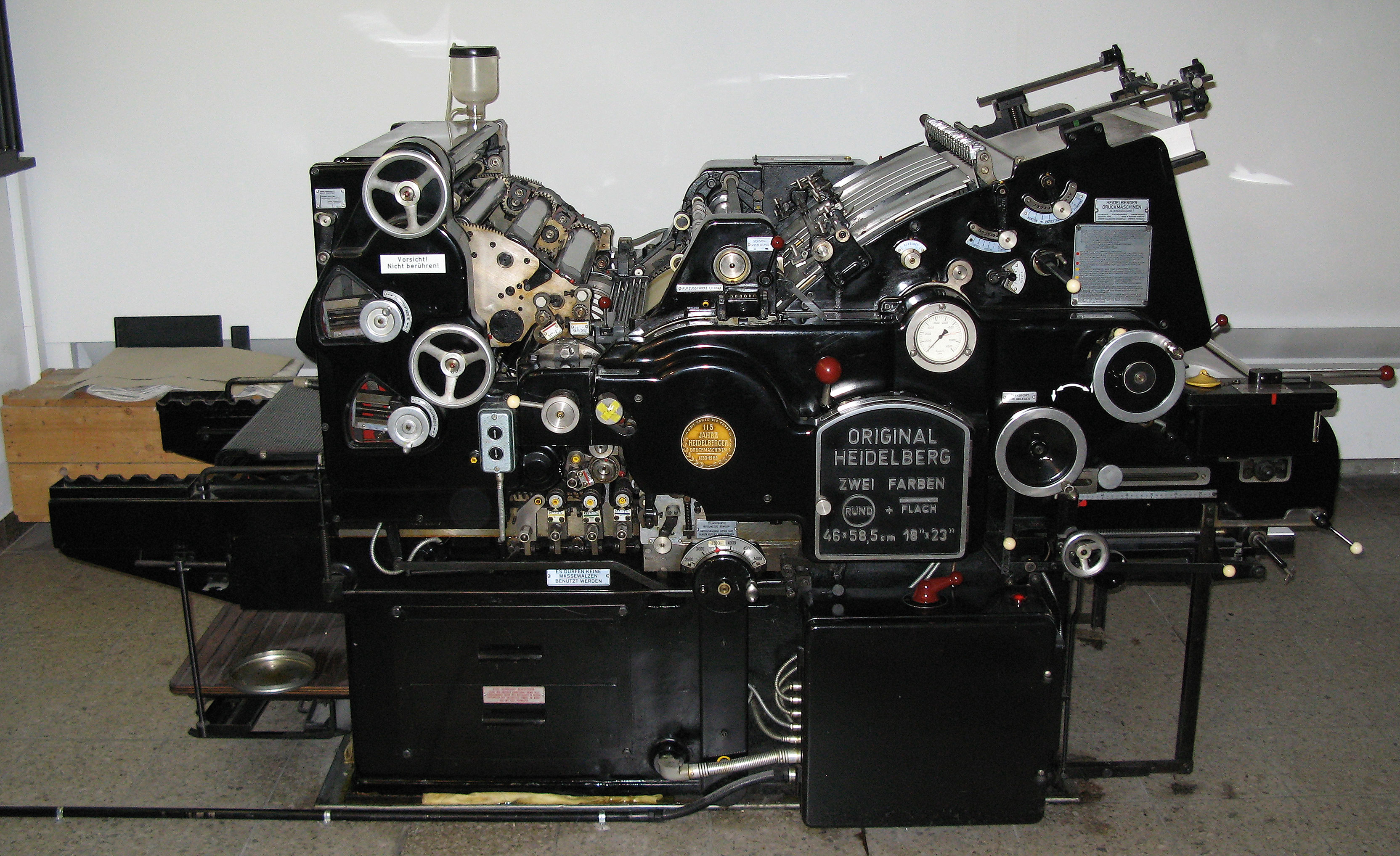
Heidelberg Zwei-Farb-Zylinder, 1965

Als Zylinderpressen bezeichnet man im Hochdruckbereich alle Pressenformen, die als Druckform oder Gegendruck einen Zylinder verwenden. Dieses unterscheidet die Zylinderpresse von der Tiegeldruckpresse.
Die erste Zylindermaschine wurde 1811 von Friedrich Koenig konstruiert. Ab 1812 baute er sie gemeinsam mit Andreas Friedrich Bauer. Erstmals eingesetzt wurde sie beim Druck der Zeitung The Times vom 29. November 1814. Neu an dieser Art Presse war, dass alle Funktionen mechanisch ausgeübt wurden. Der Antrieb erfolgte über eine Transmission durch Dampfkraft. Anstatt des Tiegels wurde ein Zylinder eingesetzt. Dieser brauchte weniger Kraft, um den für den Druck erforderlichen Anpressdruck zu erreichen. Es konnte eine höhere Leistung erreicht werden. Auch der Druck größerer Bogen wurde möglich.
Durch den Einsatz eines weiteren Zylinders, an der Stelle einer planen Druckform wurde es möglich, auch Rollenpapier zu bedrucken.
Alle weiteren Druckmaschinen bauten auf die Zylinderdruckmaschine von Koenig und Bauer auf.

## Doppelzylindermaschine
1814 wurden die ersten beiden Doppelzylindermaschinen von Koenig und Bauer an die Times verkauft. Die Patente dazu wurden bereits im Oktober 1811 und Juli 1813 an Friedrich Koenig vergeben. Vorteil dieser Maschine war, dass der ansonsten unproduktive Rücklauf des Karrens nach dem ersten Druckvorgang nun ebenfalls zum Drucken genutzt werden konnte. Es wurden demnach in einem Druckvorgang zwei Bogen mit dem identischen Text bedruckt. Dies unterscheidet die Doppelzylindermaschine von einer Komplettmaschine. Die Maschine hatte einen symmetrischen Aufbau mit einem Farbwerk im Zentrum. Seitlich waren die Druckwerke angebracht. Von über Rollen laufenden endlosen Bändern wurde der Bogen beim Druckvorgang fest an die Zylinderoberfläche gedrückt. Das Ausführen des bedruckten Bogens erfolgte ebenso über Bänder. Die Doppelzylindermaschine schaffte 1.100 Bogen pro Stunde und wurde von mindestens vier Druckern betrieben. Das Farbwerk war dahingehend verändert worden, dass die Farbe nicht mehr auf die darunter stehende Farbwalze gegeben wurde, sondern dass die Walze so nahe stand, dass eine direkte Farbübertragung stattfinden konnte. Eine Druckform hatte einschließlich des Schließrahmens die Maße von 52 cm × 94 cm. Am 28. November 1814 wurde zum ersten Mal die Times auf den beiden Doppelzylindermaschinen gedruckt. Die Auflage der Times lag in dieser Zeit bei 1.500 Exemplaren. 1816 wurde die erste Schön- und Widerdruckmaschine ebenfalls zum Druck der Times eingesetzt. Damit war gleichzeitig das Prinzip der mit ständigen rotierenden Zylindern arbeitenden Schnellpresse erfunden.

## Stoppzylindermaschine
Die Stoppzylindermaschine wird auch Haltzylindermaschine genannt. Bei der Stoppzylindermaschine stoppt der Druckzylinder nach jedem Druckvorgang. Sie arbeitet nach dem Prinzip rund auf flach. In der Stoppphase wird das Papier (allgemein Bogen genannt) am Papieranlagetisch der Maschine durch die Greiferarme des Zylinders übernommen. Das Formbett bewegt sich gleichzeitig separat in seine Ausgangsposition zurück. Dadurch wird eine synchrone Bewegung von Zylinder und Formbett erzeugt. Während des Druckvorgangs vollzieht der Druckzylinder demnach eine Umdrehung.
Die Stoppzylindermaschine entwickelte sich im Laufe der Zeit zu einer vollautomatischen Hochdruckmaschine mit einer sehr hohen Geschwindigkeit.
Am bekanntesten sind z. B. die ALBERT-AUTOMATEN von Frankenthal oder die Stoppzylinderpressen von König und Bauer.

## Eintourenpresse
Später entwickelte sich aus der Stoppzylinderpresse die Eintourenmaschine, die über einen kontinuierlich drehenden Zylinder verfügte D. Napier (1785–1873) entwickelte diese Presse in London. Sie erreichte eine Leistung von 1.500 bis 2.000 Bogen pro Stunde.
Weiterhin wurden der Schön- und Widerdruck getrennt vorgenommen.
Der Umfang des Druckzylinders ist gleich dem gesamten Weg des Fundaments für die Hochdruckform, das heißt, er ist doppelt so groß wie bei einer gleichformatigen Stoppzylinderpresse. Der Zylinder ist an der nicht zum Drucken benötigten Stelle abgeflacht. Der Zylinder und das Fundament haben ihren eigenen Antrieb.
Der Original Heidelberger Zylinder (OHZ) der Schnellpressenfabrik Heidelberg funktioniert nach dem Eintourenprinzip, pro Fundament Vor- und Rücklauf dreht sich der Druckzylinder einmal um seine Achse. Auf dieser Zylinderpresse können auch künstlerische Grafiken in hohen Auflagen gedruckt werden.
Ab 1936 wurde die Heidelberger Eintourenmaschine mit einem Format von 48 cm × 65 cm gebaut. Später gab es die Maschine ebenfalls mit den Formaten von 57 cm × 77 cm und 57 cm × 82 cm bis 64 cm × 90 cm.

## Zweitourenpresse
Erfinder und Erbauer: König und Bauer 1817 in London, Verbesserungen durch Robert Miehle, Chicago
Im Gegensatz zur Eintourenpresse, bei der lediglich eine Umdrehung der Druckform um den Gegendruckzylinder stattfindet, vollzieht sich in der Zweitourenmaschine während des Druckvorgangs eine zweifache Umdrehung (zwei Touren). Die Rotation des Druckzylinders erfolgt in derselben Richtung kontinuierlich. Der Druckbogen wird im Fluge an die Zylindergreifer übergeben.
Zu den bekannten Maschinen zählen beispielsweise Super MAN, Condor Miller oder Sturmvogel.

## Zylinderabziehpresse
Die Zylinderabziehpresse, oder kurz Abziehpresse (in der Druckersprache auch als Handnudel geläufig), ist eine einfache Buchdruckpresse, die zur Herstellung von Handabzügen zur Korrektur genutzt wird. Sie ist mit einem Farbwerk, Walzen und einem Anlegetisch ausgestattet. Auf ihr werden sowohl Korrekturabzüge, als auch kleinere Auflagen gedruckt. Dabei steht der Bleisatz auf einem festen Fundament. Der Zylinder rollt mit dem Druckbogen darüber ab. Das Einfärben des Satzes erfolgt mittels Handwalze oder durch ein Farbwerk. Diese Maschinen verfügen über keinen eigenen Antrieb, der Druckvorgang wird durch den Drucker mit einer Handkurbel und Muskelkraft vorgenommen.
Weitere Anwendungen sind u. a. die Lithografie-Verfahren und der Lichtdruck.